# Varaždinski gimnazijski športski klub
Varaždinski gimnazijski športski klub (kratica: VGŠK) je bivši nogometni klub iz Varaždina.

## Povijest
VGŠK je osnovan 15. travnja 1909. godine. Taj je događaj u svezi s dolaskom Đure Kulčara, nogometnog zanesenjaka, koji je u Varaždin doselio zbog toga što mu se je otac, vojni časnik, doselio službom iz Budimpešte. Đuro se je Kulčar odmah pridružio srednjoškolskoj mladeži u igranju nogometa, šireći nogometni zanos. Pri osnutku kluba veliku ulogu je imao Bučarov učenik Ljudevit Filipec, učitelj gimnastike, koji je utemeljio Hrvatski sokol u Varaždinu 7 godina prije i Sokolicu, prvu žensku gimnastičku skupinu u Hrvatskoj 1906. godine. Kad je VGŠK osnovan, Kulčara se je izabralo za prvog predsjednika, Bruna Steinera za prvog tajnika, a Ljudevita Filipca za trenera. Marljivi Steiner se je uspio izboriti za svoj klub neka dobije površinu za nogometno igralište. Od gradskih je vlasti dobio dopuštenje urediti prostor uz dravski rukavac zvan Bura. Kad se igralište uredilo, dobilo je ime Igralište kod Štebihovog mlina.
Prvu je utakmicu odigrao mjesec dana poslije, 15. svibnja. Bilo je to protiv karlovačke Olimpije. O najavljenoj utakmici je pisao tjednik Hrvatske pravice, objasnivši čitateljima pravila te nove igre, nogometa. Strijelac prvog povijesnog pogotka bio je Bruno Steiner Županić.
Srpnja 1912. je odigrao svoju prvu međunarodnu utakmicu. Bilo je to protiv mađarskog sastava Ifyusagi Nagykanizsa Sport Egylete.
Klubu su rad često ometale školske vlasti, često ga zabranjivajući. Zadnje znake djelovanja je pokazao 1913. godine. Početak prvog svjetskog rata spriječio je svaki daljnji rad koji nikad više nije bio obnovljen.
Nakon rata bivši VGŠK-ovi igrači su se okupili u Varaždinskom športskom klubu.

## Poznati igrači
- Đuro Kulčar, kasniji predsjednik Mačevalačkog saveza Jugoslavije